# Itanhaém (gemeente)
Itanhaém is een gemeente in de Braziliaanse deelstaat São Paulo. De gemeente telt 87.338 inwoners (schatting 2009).

## Aangrenzende gemeenten
De gemeente grenst aan Juquitiba, Mongaguá, Pedro de Toledo, Peruíbe, São Paulo en São Vicente.

## Verkeer en vervoer
De plaats ligt aan de noord-zuidlopende weg BR-101 tussen Touros en São José do Norte. Daarnaast ligt ze aan de weg SP-055.